# Sunge Tolang
Sunge Tolang is een bestuurslaag in het regentschap Padang Lawas Utara van de provincie Noord-Sumatra, Indonesië. Sunge Tolang telt 170 inwoners (volkstelling 2010).